# شاهزاده کاسپین
شاهزاده کاسپین(نخست منتشرشده با نام شاهزاده کاسپین: بازگشت به نارنیا) رمانی در ژانر خیال‌پردازی حماسی برای کودکان است که توسط کلایو استیپلز لوئیس نوشته شده و در سال ۱۹۵۱ برای نخستین‌بار توسط جفری بلس انتشار یافت‌. این کتاب دومین قسمت از سری کتب سرگذشت نارنیا(۱۹۵۶-۱۹۵۰) می‌باشد. لوئیس نوشتن این کتاب را در سال ۱۹۴۹، پیش از انتشار کتاب نخست تمام کرده بود. این کتاب چهارمین شماره در تجدیدچاپ‌های جدید است که براساس گاه‌شماری درونی داستان‌ها ترتیب‌بندی و انتشار یافته‌اند. همچون کتاب‌های دیگر، تصویرگری این کتاب نیز توسط پائولین بِینز انجام شده و آثار او در بسیاری از نسخه‌های بعدی محفوظ مانده‌اند.
شاهزاده کاسپین دربرگیرنده بازگشت چهار کودک رمان نخست به نارنیا در یک سال بعد از وقایع آن کتاب برای انگلستان و دنیای ما، اما ۱۳۰۰سال برای دنیای نارنیا است. این تنها کتاب در مجموعه است که انسان‌ها در آن سرزمین نارنیا را تصرف کرده‌اند. حیوانات سخنگو و جانوران افسانه‌ای در این زمان مورد ظلم واقع شده و بعضی نیز در خطر انقراض قرار گرفته‌اند. خواهروبرادران انگلیسی ما که پادشاهان و شهبانویان اسطوره‌ای نارنیا هستند، بار دیگر در هیبت کودکی‌شان برای کمک به نارنیا توسط شاهزاده کاسپین فراری فراخوانده شده‌اند.
انتشارات مک‌میلان آمریکا نسخه‌ی آمریکایی کتاب را در همان سال کاری منتشر کرد.
شاهزاده کاسپین برای دو قسمت سریال کوتاه ساخت بی‌بی‌سی در سال ۱۹۸۹ اقتباس و تولید شده است. فیلمی سینمایی نیز از داستان کتاب در سال ۲۰۰۸ اقتباس و اکران شده است.

## داستان
پیتر، سوزان، ادموند و لوسی پِوِنسی به‌نحوی جادویی از ایستگاه قطاری در لندن به خرابه‌های قلعه‌ای قدیمی بالای صخره‌ای ساحلی تلپورت می‌شوند. بر آنها مشخص می‌شود که این خرابه‌ها متعلق به کِر پاراول، جایی که زمانی به عنوان شاهان و ملکه‌های نارنیا تاج‌گذاری کرده و حکومت می‌کردند است. آنها صندوقچه‌های خود را در سرداب دست‌نخورده قلعه کشف می‌کنند و لباس‌های قدیمی‌شان را به همراه شمشیر و سپر پیتر، کمان و تیردان سوزان و خنجر و بطری شربت شفابخش جادویی لوسی که در آنها نگهداری می‌شدند، به‌دست می‌آورند. شیپور سوزان که برای خبرکردن کمک استفاده می‌شد در آنجا نیست زیرا آخرین باری که در جنگل گشت‌وگذار می‌کردند و سپس به خانه بازگشتند، آنرا جایی در جنگل کنار تیر چراغ‌گاز جا گذاشته بود. هرچند که در خانه‌شان در انگلستان یک سال گذشته بود، اینجا در نارنیا ۱۳۰۰سال سپری شده بود.
پس از این کودکان، ترامپکین کوتوله را از دست سربازانی که می‌خواستند وی را در رودخانه غرق کنند نجات می‌دهند و ترامپکین نیز تاریخ و اتفاقات نارنیا پس از رفتن آن‌ها را برایشان تعریف می‌کند: تلمارین‌ها قرن‌هاست نارنیا را فتح کرده‌اند، اکنون پادشاه نارنیا میراز است که با همسرش ملکه پروناپریسمیا بر این سرزمین حکم می‌راند. میراز، تاج‌وتخت را با کشتن برادرش، پادشاه کاسپین نهم پدر شاهزاده کاسپین، غصب کرده است و تا زمانی که فرزند پسر خودش به‌دنیا نیامده بود برادرزاده‌اش را که وارث برحق تاج‌وتخت نارنیا بود تحمل می‌کرد. اما به محض تولد فرزند پسر میراز، شاهزاده کاسپین که می‌دانست جان‌اش در خطر است با کمک‌رسانی مربی و استاد خصوصی‌اش، دکتر کورنلیوس که افسانه‌ها و حکایات نارنیای قدیم را به او می‌آموخت، از قصر میراز به همراه شیپور ملکه سوزان که دکتر بدو داده بود فرار می‌کند. کاسپین به‌درون جنگل گریخته اما با رَم کردن و فرار اسبش و سقوطش از اسب بیهوش می‌شود. هنگامی که به‌هوش می‌آید، خود در محضر گورکنی سخنگو به‌نام ترافِل‌هانتر و دو کوتوله به‌نام‌های نیکابریک و ترامپکین می‌بیند که سپس وی را به عنوان پادشاه‌شان پذیرفته و تصدیق کردند.
گورکن و کوتوله‌ها او را به ملاقات تعدادی از جانوران باستانی نارنیا که سال‌هاست در جنگل پنهان شده‌اند می‌برند. در میانه‌های شب که به شب‌نشینی نشسته بودند، دکتر کورنلیوس هراسان خود را به جنگل رسانده و از قصد میراز آنها را مطلع می‌سازد؛ اون دستور داده ارتش تلمارین برای نبرد آماده شود زیرا می‌خواهد به طریق اصلان(میز سنگی) در کناره‌ی کِر پاراول یورش برده و آنجا را تصاحب کند. پس از این تلمارین‌ها نارنیایی‌ها را تا طریق اصلان دنبال کرده و پس از چندین زدوخورد، نارنیایی‌ها هرلحظه به شکست نزدیک‌تر می‌شوند. در دومین شورای جنگ است که مردمان نارنیا تصمیم می‌گیرند با دمیدن در شیپور ملکه سوزان طلب کمک و یاری کنند.
ترامپکین و پونسی‌ها راه خود را برای رسیدن به کاسپین آغاز می‌کنند. راه سخت و دشوار می‌نماید اما اصلان خود را بر لوسی آشکار کرده و او را راهنمایی کرده تا بقیه را به‌دنبال خود بکشاند. اصلان، پیتر و ادموند و ترامپکین را جلوتر از بقیه می‌فرستد تا عناد و خیانت‌هایی که در نزد کاسپین درجریان هستند را خنثی کنند و خود نیز به‌همراه سوزان و لوسی آهسته‌تر به سمت آن‌جا می‌روند.
پیتر، ادموند و ترامپکین زودتر به طریق اصلان رسیده و اشخاص و جانورانی که کاسپین را دوره کرده بودند رانده یا می‌کشند. پیتر، میراز را به دوئل دعوت می‌کند؛ دوئلی که برنده‌اش پیروز جنگ و پادشاه نارنیا نیز می‌شود. میراز به تشویق لردها گِلوزِل و ساپِسپِین، این چالش را می‌پذیرد. مدتی پس از آغاز دوئل، میراز دوئل را می‌بازد اما ساپسپین و گلوزل ادعا می‌کنند که نارنیایی‌ها تقلب کرده‌اند! لردها ارتش تلمارین را دوباره به راه انداخته و در میانه این آواز جنگ دوباره، گلوزل خنجری را به پشت میراز فرو می‌کند و او را می‌کشد. در این هنگام، اصلان همراه با لوسی و سوزان فرا رسیده و با احضار خدایگان باکوس و سیلنوس، درختان جنگل را جان‌بخشیده و به حرکت درمی‌آورد. درختان و خدایگان جریان جنگ را به نفع نارنیایی‌ها برگردانده و تلمارین‌ها را به فرار وا می‌دارند. ارتش تلمارین که خود را محصور بین رودخانه بزرگ و جنگل زنده می‌بینند، درحالی که پلی که بر روی رود ساخته بودند توسط باکوس تخریب می‌شود، تسلیم شده و سلاح‌های‌شان را بر زمین می‌گذارند.
پس از این واقعه، کاسپین به حق خود رسیده و به‌عنوان پادشاه نارنیا تاجگذاری می‌کند. پس از جشن، اصلان به مردمان تلمارین این حقیقت را می‌گوید که آنان از اهالی زمین بوده و اجدادشان از طریق غاری در شمال انگلستان به نارنیا راه یافته‌اند، از این رو به آنان پیشنهاد می‌دهد یا در نارنیا تحت حکومت کاسپین دهم بمانند یا هم که به زمین و زمانه‌ی خود بازگردند. او دری جادویی را در هوا ظاهر می‌کند و هنگامی که یکی از تلمارین‌ها از آن در گذشته و محو می‌شود، باعث ترس باقی مردم می‌شود. به همین خاطر پونسی‌ها برای اطمینان خاطر تلمارین‌ها داوطلب می‌شوند تا از در عبور کرده و به زمین بازگردند. هرچند سوزان و پیتر نزد ادموند و لوسی این را فاش می‌کنند که آن‌دو دیگر بزرگتر از آن هستند تا بار دیگر به نارنیا بازگردند. کودکان پس از عبور از درب جادویی، به همان ایستگاه قطار شروع داستان باز می‌گردند.

## شخصیت‌ها
- لوسی پونسی — کوچک‌ترین فرزند خانواده پونسی و نخستين کسی که در داستان اصلان را می‌بیند.
- ادموند پونسی — سومین فرزند خانواده پونسی و کسی که جلوتر از همه کلام لوسی را درباره دیدن اصلان باور می‌کند، زیرا می‌گوید که در ماجرای پیشین این لوسی بود که سخن‌اش درست از آب درآمد و مخالفت‌اش با او باعث شد تا خودش نادان نشان داده شود.
- پیتر پونسی — فرزند ارشد خانواده پونسی و پادشاه اعظم نارنیا.
- سوزان پونسی — فرزند دوم خانواده پونسی که سلاح مخصوص‌اش تیر و کمان بوده و شیپور طلب کمک، مختص به اوست.
- شاهزاده کاسپین — شاه برحق تلمارین‌ها که در نهایت به پادشاهی نارنیا رسیده و در دو کتاب بعدی، سفر کشتی سپیده‌پیما و صندلی نقره‌ای دوباره ظاهر می‌شود. او در پایان آخرین نبرد نیز حضور کوتاهی دارد.
- اصلان — شیر اعظمی که نارنیا را به وجود آورده و یاریگر شخصیت‌های داستان است.
- میراز — عموی کاسپین که غاصب تاج‌وتخت نارنیاست و پس از شکست در اقدام به قتل کاسپین، به جنگ مردمان قدیمی نارنیا که حامی کاسپین هستند رفته و سپس با پیتر به دوئل می‌پردازد. اون پس از شکست در دوئل به طرز خیانت‌کارانه‌ای توسط لرد گلوزل از پشت خنجر خورده و کشته می‌شود.
- ترامپکین — کوتوله‌ای سرخ است که توسط پونسی‌ها از دست سربازانی که می‌خواستند او را غرق کنند نجات داده می‌شود. اون در ابتدا به وجود اصلان و شاهان و شهبانویان باستانی نارنیا مشکوک و ناباور است اما در طی داستان دید وی تغییر پیدا می‌کند.
- دکتر کورنلیوس — دورگه‌ی نیمه‌انسان نیمه‌کوتوله‌ای است که مربی و تعلیم‌گر کاسپین بوده و در جنگ به نارنیایی‌ها علیه تلمارین‌ها کمک می‌کند.
- ریپی‌چیپ — موشی سخنگو و جنگجو که از نوادگان همان موش معمولی که در کتاب قبلی اصلان از بند رهانید و به همان سبب موهبت سخنوری را به دست آورد، می‌باشد. او شمشیربازی قهار و از یاران ثابت‌قدم اصلان و کاسپین است.
- نیکابریک — کوتوله‌ای سیاه است که در سپاه کاسپین دوشادوش وی می‌جنگد. او به‌همراه یک عجور و یک گرگ‌نما سعی می‌کند به‌وسیله‌ی جادوی سیاه، ساحره سفید را برای مقابله با تلمارین‌ها دوباره زنده کند که پیش از موفقیت توسط کاسپین و دوستان‌اش، هر سه کشته می‌شوند.
- ترافل‌هانتر — گورکن سخنگویی است که به اصلان و نارنیای قدیم باور داشته و کاسپین را در مقابله با میراز یاری می‌دهد.
- باکوس و سیلِنوس — خدایگان جنگل نارنیا (غرض گرفته‌شده از اساطیر یونان)
- گلوزِل و ساپِسپِین — لردهای تلمار. آنها پس از مورد توهین قرار گرفتن توسط میراز، وی را به داخل دوئل شدن با پیتر فریب داده و پس از اینکه میراز به زمین می‌افتد نخست فریاد خیانت و تقلب برآورده و سپس گلوزل مخفیانه خنجرش را به پشت میراز فرو می‌کند. ساپسپین در گیراگیر جنگ توسط پیتر سر از تن‌اش جدا می‌شود اما لوئیس اشاره‌ای به سرنوشت گلوزل نمی‌کند.

## درون‌مایه
دو درون‌مایه‌ی اصلی این داستان شجاعت و دلاورمردی و آنگونه که خود لوئیس در نامه‌ای به یک دختر آمریکایی می‌گوید:«بازیابی و احیای یک دین و عقیده‌ی حقیقی پس از فساد و تحریف در آن» می‌باشد.
فتح نارنیا به دست تلمارین‌ها آنگونه که در داستان آمده از جهات زیادی به فتح انگلستان توسط نورمن‌ها شباهت دارد. هرچند که هیچ موازات دقیقی از تاریخ انگلستان با وقایع درون این کتاب وجود ندارد، اما پایان داستان که با صلح و درهم‌آمیزی نارنیایی‌ها و تلمارین‌ها به عنوان یک ملت همراه است با سرانجام ساکسون‌ها و نورمن‌ها که طی یک پروسه‌ی تاریخی درهم‌آمیختند و به مردمان واحد انگلستان تبدیل شدند، شباهت قابل ملاحظه‌ای دارد.

## اقتباسات

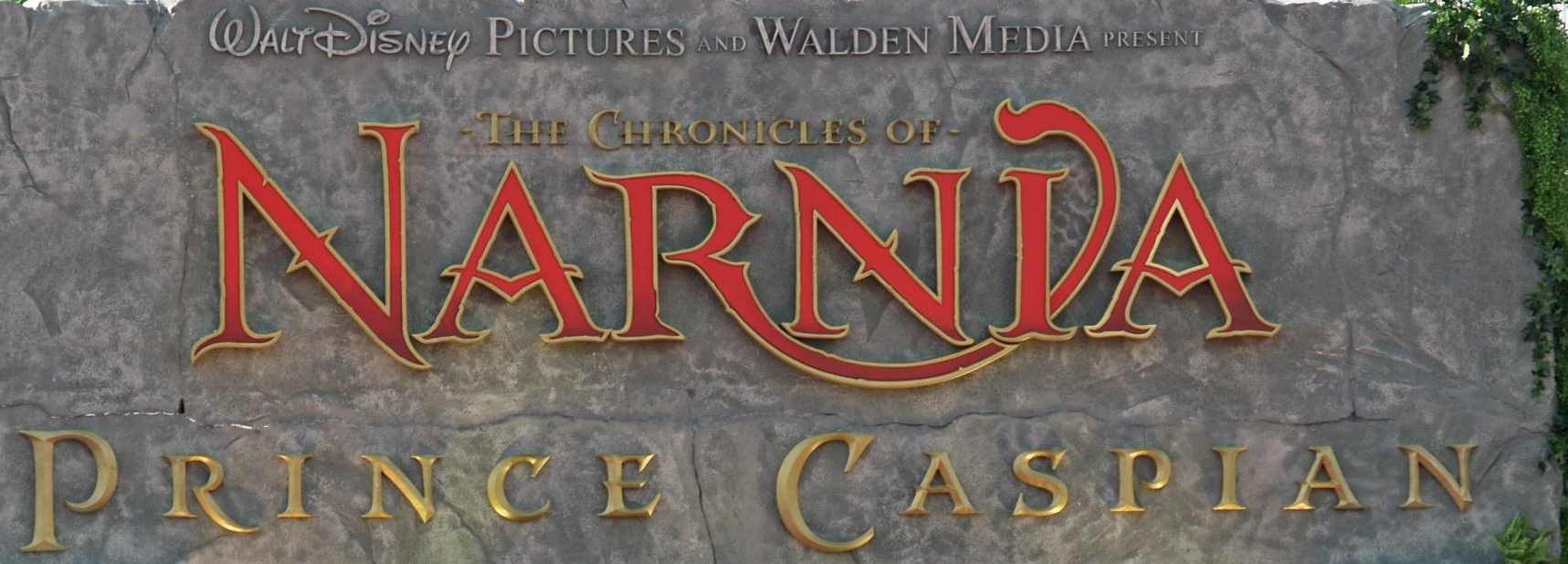
ورودی جشن شاهزاده کاسپین

شبکه بی‌بی‌سی در دو قسمت از سریال کوتاه سرگذشت نارنیا در سال ۱۹۸۹، شاهزاده کاسپین را اقتباس کرده و پخش نمود.
فیلمی بر اساس این کتاب با نام سرگذشت نارنیا: شاهزاده کاسپین که دومین فیلم در سری فیلم سرگذشت نارنیا ساخته‌ی مشترک والدن مدیا و والت دیزنی پیکچرز است، ساخته و در تاریخ ۱۶ مه ۲۰۰۸ در ایالات متحده و ۲۶ ژوئن ۲۰۰۸ در بریتانیا منتشر شد.
این کتاب منبع الهام آهنگی با همین نام از گروه موسیقی فیش در آلبوم "بیلی نفس می‌کشد" بوده‌است.
نمایشنامه‌ای از این داستان توسط ارینا کارادوس نوشته شده که نخستین اجرای آن در سال ۲۰۰۷ میلادی بود.

## یادداشت
1. ↑  دست‌نوشته‌ای از لوئیس با نام "طرح کلی تاریخ نارنیا" وجود دارد که اتفاقات اساسی نارنیا را همزمان با حوادث موازی با آن‌ها در انگستان تاریخ‌گذاری و فهرست کرده است. از زمان مرگ لوئیس این دست‌خط در کتب مربوط به نارنیا چاپ شده و عموما قابل استناد و معتبر قلمداد می‌شود.

## همچنین ببینید
ادبیات کودک و نوجوان
خیال‌پردازی
ادبیات گمانه‌زن
رمان